# Maria Petrus
Maria Petrus (Alaior, 1927) és una arqueòloga menorquina. Va dur a terme sondejos arqueològics, aixecaments planimètrics i estudis de materials. Els seus treballs es van donar a conèixer a la premsa local i a molts congressos, situant l'arqueologia menorquina en el centre del debat científic. L’any 1957, Petrus va excavar una necròpolis propera al mas Albesa, al municipi de Viver i Serrateix (comarca del Berguedà). Es varen buidar gairebé totes les sepultures de la necròpoli, una de les quals fou desmuntada i portada al museu de Cardona, on es conserven les lloses que formaven la tomba. El 1958, Petrus va integrar-se en el grup d'investigació de l'arqueòleg i prehistoriador Lluís Pericot. El grup es va poder formar gràcies a una beca d’estudis de la Fundació Juan March. A més de Petrus, en el grup van col·laborar María Luisa Serra Belabre, Guillermo Rosselló Bordoy i Eduardo Ripoll i Perelló. L'objectiu d'aquest equip era investigar la prehistòria de les illes Balears, especialment l'edat de bronze, amb característiques pròpies i molt diferents de la prehistòria hispana. Petrus va treballar, a més, com a secretària d'en Pericot i com bibliotecària i conservadora al Museu d'Arqueologia de Barcelona.